# Pieve di San Martino a Vico
La pieve di San Martino a Vico è un edificio situato nel comune di Cinigiano, nella parte sud-occidentale del territorio comunale, non lontano dal castello di Vicarello. La sua esatta ubicazione è lungo la strada vicinale Poggi Vicarello.

## Storia
L'edificio religioso fu costruito in epoca medievale, più precisamente durante il Duecento, non lontano dal castello di Vicarello, di cui rappresentava l'edificio pievano fin dalle origini. Sorta come suffraganea della pieve di Sant'Ippolito a Martura, è ricordata per la prima volta in un documento risalente al 1220.
La chiesa ha continuato ad essere anche nel corso dei secoli successivi la pieve di riferimento per la zona compresa tra il centro di Sasso d'Ombrone, il castello di Monte Cucco e il medesimo castello di Vicarello, mentre il non lontano castello di Colle Massari comprendeva la pieve della quale era suffraganea.
Tra il Cinquecento e il Settecento, l'edificio religioso è stato ristrutturato più volte in periodi diversi, pur conservando parzialmente l'originario impianto medievale.
L'edificio religioso fu definitivamente abbandonato nel 1957, probabilmente a causa della sua posizione isolata rispetto ai centri abitati della zona. Dopo un lungo periodo di degrado avvenuto nel corso del Novecento, è stata incorporata in un complesso rurale recentemente restaurato.

## Descrizione
La pieve di San Martino era ubicata all'interno di un edificio ad aula unica e a pianta rettangolare con le pareti esterne rivestite interamente in pietra, addossato col fianco sinistro ad un fabbricato rurale adibito ad abitazione. Nel complesso, sono ancora ravvisabili alcuni degli originari elementi stilistici di epoca medievale, a cui si sono sovrapposti quelli delle ristrutturazioni avvenute nelle epoche successive.
Sulla facciata anteriore si apre al centro il portale d'ingresso ligneo rettangolare modanato, ai fianchi del quale furono aperte ad altezza d'uomo le due finestre di forma quadrata, tipiche degli edifici di culto rurali postcinquecenteschi. Nella parte superiore della facciata si apre una finestra di forma rettangolare.
Un piccolo campanile a vela si eleva nella parte posteriore dell'edificio.